# Alessi
Alessi S.p.A. è un'azienda italiana produttrice di oggetti di design, fondata da Giovanni Alessi nel 1921.
Alessi è tra le maggiori aziende operanti nel settore del disegno industriale.

## Storia
L'azienda si trova a Crusinallo, una frazione di Omegna, in Piemonte. Fondata da Giovanni Alessi nel 1921, l'impresa affonda le sue radici nella tradizione artigianale della lavorazione del legno e del metallo caratteristica della Valle Strona e dell'area che si affaccia sul lago d'Orta, dove è situata Omegna. L'azienda nasce come laboratorio metallurgico con fonderia. Si può riassumere la storia di Alessi, dal 1921 ad oggi, come la successione di tre generazioni di imprenditori, nelle quali troviamo una coppia di fratelli le cui attività e ingegni sono complementari e portano a una nuova tappa dello sviluppo dell'impresa. Nel primo periodo, dal 1921 alla seconda guerra mondiale, è una manifattura creata da Giovanni Alessi insieme al fratello Carlo (FAO - Fratelli Alessi Omegna). A partire dal dopoguerra inizia la prima profonda trasformazione che porterà dalla manifattura all'industria guidata da Carlo ed Ettore Alessi (ALFRA - ALessi FRAtelli). Nel 1970, con l'ingresso in azienda di Alberto Alessi, figlio di Carlo, ha luogo la terza trasformazione: l'azienda diventa una delle “Fabbriche del design Italiano” (ALESSI). Nel 1975 entra in azienda Michele Alessi, fratello di Alberto. Attualmente l'impresa è guidata da un consiglio di amministrazione interamente formato da membri della famiglia Alessi: oltre ad Alberto e Michele, il loro fratello Alessio e il cugino Stefano Alessi.

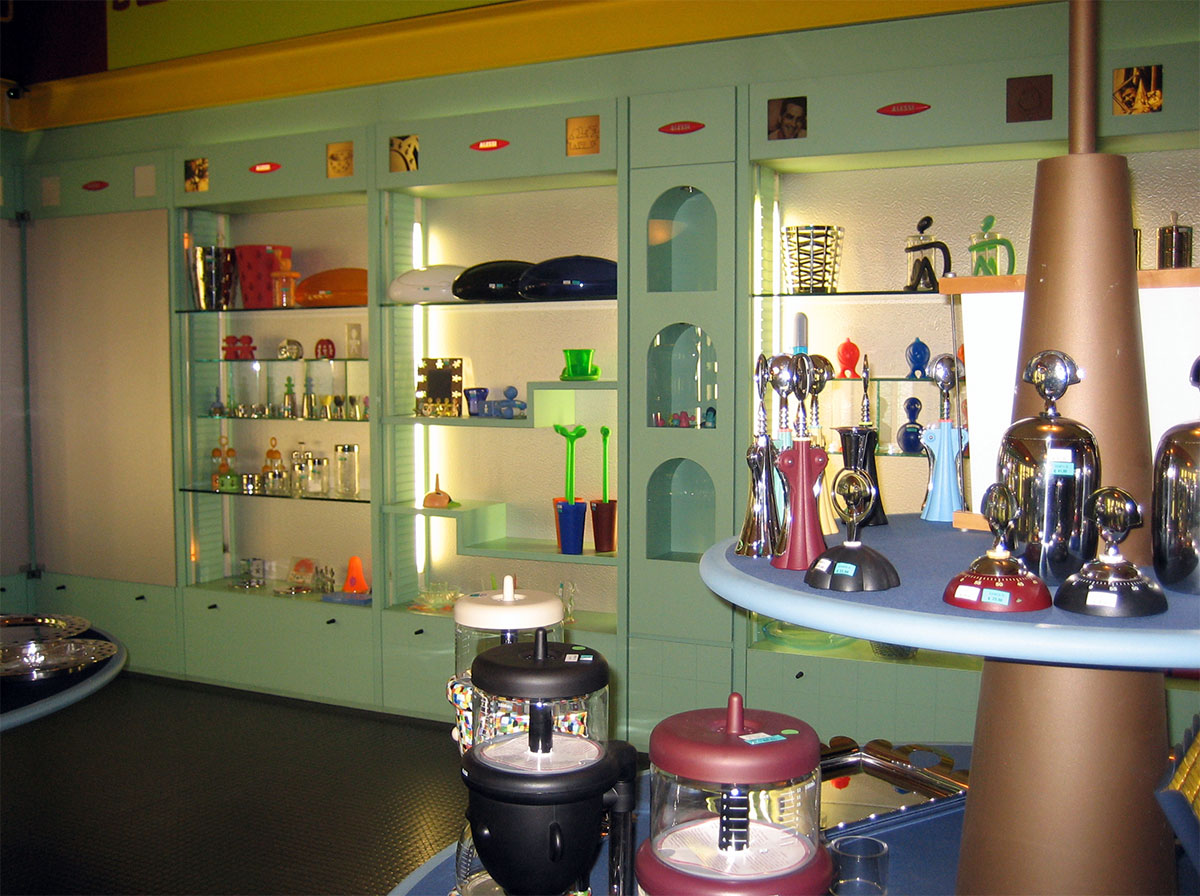
L'outlet presso la fabbrica Alessi ad Omegna

I primi oggetti disegnati risalgono alla metà degli anni trenta, quando Carlo Alessi, figlio del fondatore, iniziò la sua attività all'interno dell'azienda del padre, per poi assumerne la direzione negli anni cinquanta. Molti dei prodotti realizzati dall'azienda fino al 1945 furono disegnati da Carlo; dopo tale data egli abbandonò completamente la progettazione per dedicarsi esclusivamente alla direzione aziendale. Il design, nel senso che attualmente è dato a questo termine, diviene la componente principale dell'attività di Alessi a partire dagli anni settanta quando Alberto Alessi inizia a collaborare con una serie di designer esterni, come Achille Castiglioni, Ettore Sottsass, e soprattutto Richard Sapper, autore della famosa caffettiera espresso 9090 e di altri oggetti.
Dagli anni ottanta, le collaborazioni con i più grandi nomi del design italiano e internazionale fanno sì che i prodotti dell'azienda siano caratterizzati dall'essere il risultato di una ricerca poetica ed espressiva, tipica dell'attività di un "laboratorio che opera nel campo delle arti applicate". Tale politica aziendale si riconduce all'idea di artigianato che l'azienda vuole tramandare per coerenza con le proprie radici e con quei movimenti creativi e intellettuali che a partire dalle Arts and Crafts di metà '800 hanno avuto l'obiettivo di riqualificare artisticamente la produzione seriale. Di tali movimenti le “Fabbriche del design italiano”, fra cui vi è Alessi, sono le “eredi spirituali”.

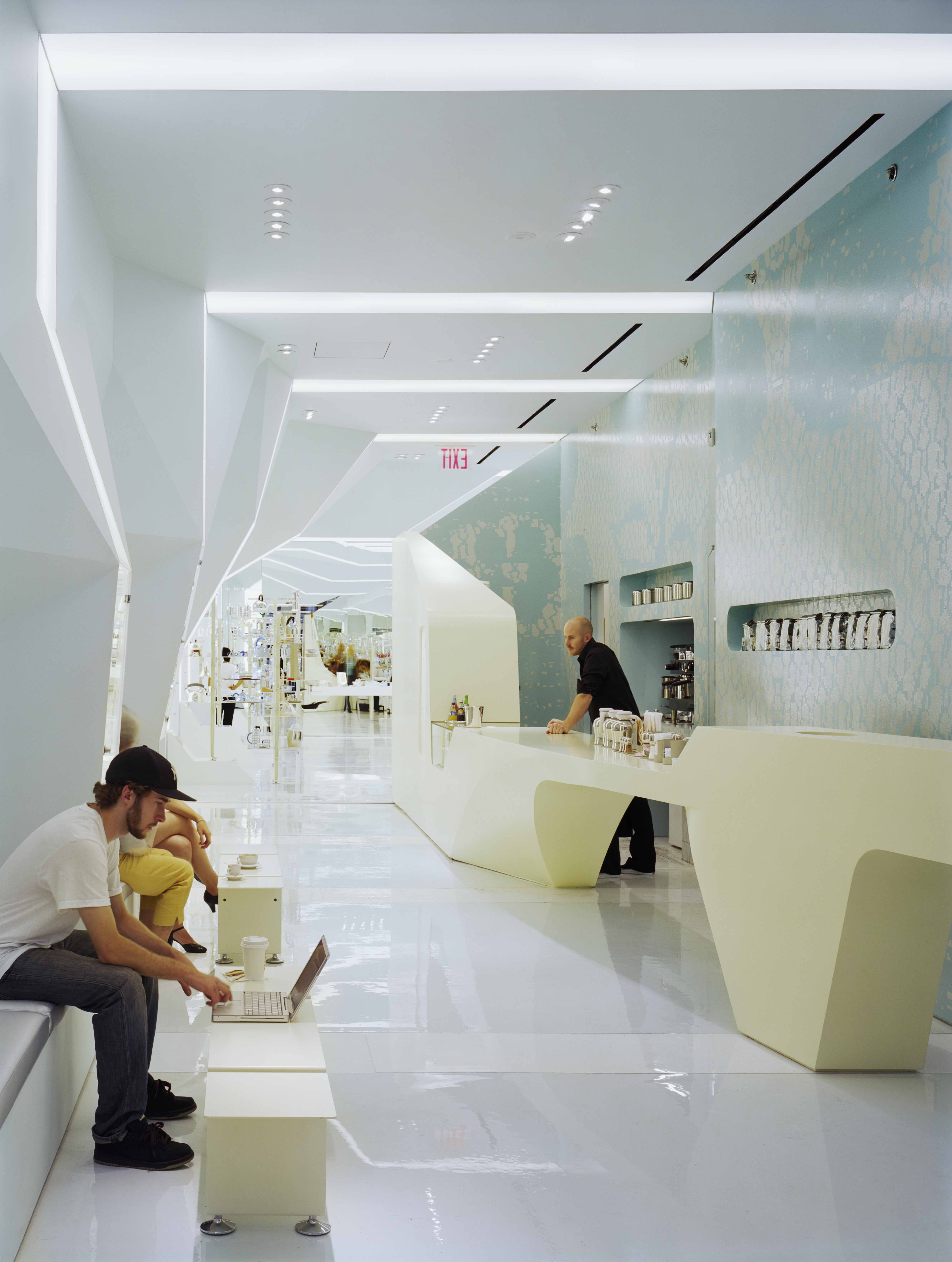
Flagship store Alessi a New York City

Fra i designer che negli anni hanno collaborato con Alessi, si ricordano: Alessandro Mendini, Aldo Rossi, Ettore Sottsass, Richard Sapper, Achille Castiglioni, Stefano Giovannoni, Philippe Starck e Marta Sansoni.
Nel 2004 Alessi ha presentato l'operazione di progetto Tea & Coffee Towers, 20 servizi da tè e caffè progettati da un gruppo di architetti internazionali, fra i quali Greg Lynn, Gary Chang, MVRDV, Tom Kovac, SANAA - Kazuyo Sejima e Ryūe Nishizawa, David Chipperfield, William Alsop, Dezsö Ekler, Zaha Hadid, Toyo Ito e Jean Nouvel.
In occasione dell'Expo 2015 presenta un innovativo progetto per una "moka del 2000" in collaborazione con il designer Michele De Lucchi e l'azienda triestina Illy: la Pulcina, successivamente messa in produzione nello stesso anno.
L'azienda attualmente esporta il 65% della propria produzione in 60 paesi diversi.
In riconoscimento della "storia famigliare e industriale che hanno guidato il design italiano legato alla cucina" ad Alberto Alessi è stato attribuito il Premio Artusi 2015 da parte del Comune di Forlimpopoli (Forlì).
Nell'agosto 2019 il fondo britannico Oakley Capital è entrato nella Alessi con una quota di minoranza del 40%.

## Divisione aziendale

A di Alessi

“La produzione Alessi si articola in tre marchi, tre "collezioni" che rappresentano tre varianti della stessa identità aziendale. Sono ognuno una parte dell'identità della Alessi. Ogni marchio si focalizza prevalentemente su alcuni degli aspetti della multiforme identità dell'azienda e del suo vasto catalogo. In termini di marketing classico ognuno di essi si rivolge a tipi di pubblico diversi, in modo meno categorico, sono un modo per declinare il miglior design contemporaneo in fasce di prezzo e in occasioni di acquisto diversi” (Alberto Alessi).
- Alessi. È il marchio storico dell'azienda (usato a partire dal 1970) e continua a esprimere il meglio della produzione industriale di serie del settore, sia dal punto di vista della qualità, sia dal punto di vista del design, con un posizionamento di prezzo medioalto.
- A di Alessi. Accoglie i prodotti più “democratici”, più "pop", accessibili e di fasce di prezzo decisamente contenute.
- Officina Alessi. Accoglie i prodotti più raffinati, costosi, sperimentali e innovativi, le piccole serie di produzione e le serie limitate.